# がんばれゆうすけ
がんばれゆうすけ（本名：猪瀬 祐輔（いのせ ゆうすけ）、1984年8月7日 - ）は、日本のお笑い芸人、タレント、陸上競技選手、マラソンランナー、ランニングコーチ。栃木県下都賀郡野木町出身。

## 略歴・人物
栃木県に生まれ、地元の野木中学校を卒業したのちに作新学院・東洋大学と進学する。大学在学中の4年間、東洋大学は東京箱根間往復大学駅伝競走に出場しているが、自らは2度（第81回・第83回）の補欠メンバーに留まり、一度も箱根路を走ることができなかった。東洋大学時代の5年後輩に柏原竜二がいる。
2006年に東洋大学を卒業し、社会人生活を5年経験した。東日本大震災が発生したあと、仮設住宅で漫才をするボランティア活動を行っている。東北で行われたチャリティーマラソンで知り合った宮川大助・花子に弟子入りした。師匠からは直接弟子入りのオファーを受けたという。
2013年に小宮ひろあきと漫才コンビ「ランナーズ」を結成すると、TBSオールスター感謝祭『赤坂5丁目ミニマラソン』に出演するなどテレビの仕事が増加した。日清食品の「日清焼そばU.F.O.」のコマーシャルに出演した経験も持つ。2013年2月、淀川寛平マラソンで2位入賞を果たして注目を集める。2013年12月、福岡国際マラソンに出場したが、日本人トップの川内優輝に19分以上差をつけられて80位に沈んだ。高田千春が5位入賞を果たして日本人2位に入ったこともあり、アジア大会代表選出は絶望的になった。リオデジャネイロオリンピックへの出場を目指していることを公言している。
よしもとクリエイティブ・エージェンシーに所属する漫才師、宮川大助・花子、宮川さゆみらと親交が深く、漫才についての指導も受けている。元早大生のマラソンランナー、駅伝選手の梅木蔵雄とも親しい。

## マラソン記録
| 開催日         | 名称             | 開催地    | 順位  | 記録          | 備考                                |
| -------------- | ---------------- | --------- | ----- | ------------- | ----------------------------------- |
| 2012年2月26日  | 東京マラソン2012 | 日本 東京 |       | 2時間26分28秒 |                                     |
| 2013年2月3日   | 淀川寛平マラソン | 日本 大阪 | 2位   | 2時間32分14秒 |                                     |
| 2013年10月27日 | 大阪マラソン     | 日本 大阪 | 30位  | 2時間32分40秒 | 東京都の登録選手では首位であった    |
| 2013年12月1日  | 福岡国際マラソン | 日本 福岡 | 80位  | 2時間28分49秒 | 芸人新記録と報道された              |
| 2014年2月23日  | 東京マラソン2014 | 日本 東京 |       | 2時間26分56秒 |                                     |
| 2014年10月26日 | 大阪マラソン     | 日本 大阪 | 153位 | 2時間52分32秒 |                                     |
| 2014年12月7日  | 福岡国際マラソン | 日本 福岡 | 84位  | 2時間27分45秒 |                                     |
| 2015年2月22日  | 東京マラソン2015 | 日本 東京 |       | 2時間25分9秒  | 2018年12月1日時点での自己ベスト記録 |
| 2016年12月4日  | 福岡国際マラソン | 日本 福岡 | 176位 | 2時間34分37秒 |                                     |

## 主な出演

### テレビ番組
- オールスター感謝祭『赤坂5丁目ミニマラソン』（TBS）

### ドラマ
- 大河ドラマ いだてん〜東京オリムピック噺〜（2019年、NHK総合） - 孫基禎 役
- 明日、輝く（2025年3月17日、NHK総合）

### CM
- 日清食品